# Shaun Maloney
Shaun Richard Maloney (Miri, Sarawak, Malajzia, 1983. január 24. –) malajziai születésű ír származású skót válogatott labdarúgó. Jelenleg[mikor?] az angol Wigan játékosa. Szélsőként vagy csatárként játszik, de bevethető támadó középpályásként is.

## Külső hivatkozások
- Shaun Maloney pályafutásának statisztikái a Soccerbase oldalon (angolul)